# Улица Чекистов (Санкт-Петербург)
Улица Чеки́стов — улица в Красносельском районе Санкт-Петербурга. Состоит из двух частей, так как до конца в единую дорогу не соединена. Первая часть проходит от улицы Генерала Папченко до улицы Тамбасова, вторая — от улицы Пограничника Гарькавого до улицы Пионерстроя.

## История
Разделение улицы объясняется её историей, а именно существованием на данной территории двух проездов:
- Больничный переулок — проходил от Авангардной улицы (до 1964 — улицы Ленина) до проспекта Дзержинского (западнее улицы Партизана Германа. Назван по больнице, которая там располагалась (сейчас там находятся корпуса городской клинической больницы № 15)[1].
- Улица Штрамповка — от искажённого имени генерал-майора К. К. Штрандмана. Проходила от улицы Пограничника Гарькавого (до 1964 — Бульварная улица) до Константиновского предместья.

Оба проезда были объединены 16 января 1964 года в улицу Чекистов в память о советских пограничниках.

## Достопримечательности
- № 3 — Дача П. Г. Демидова;

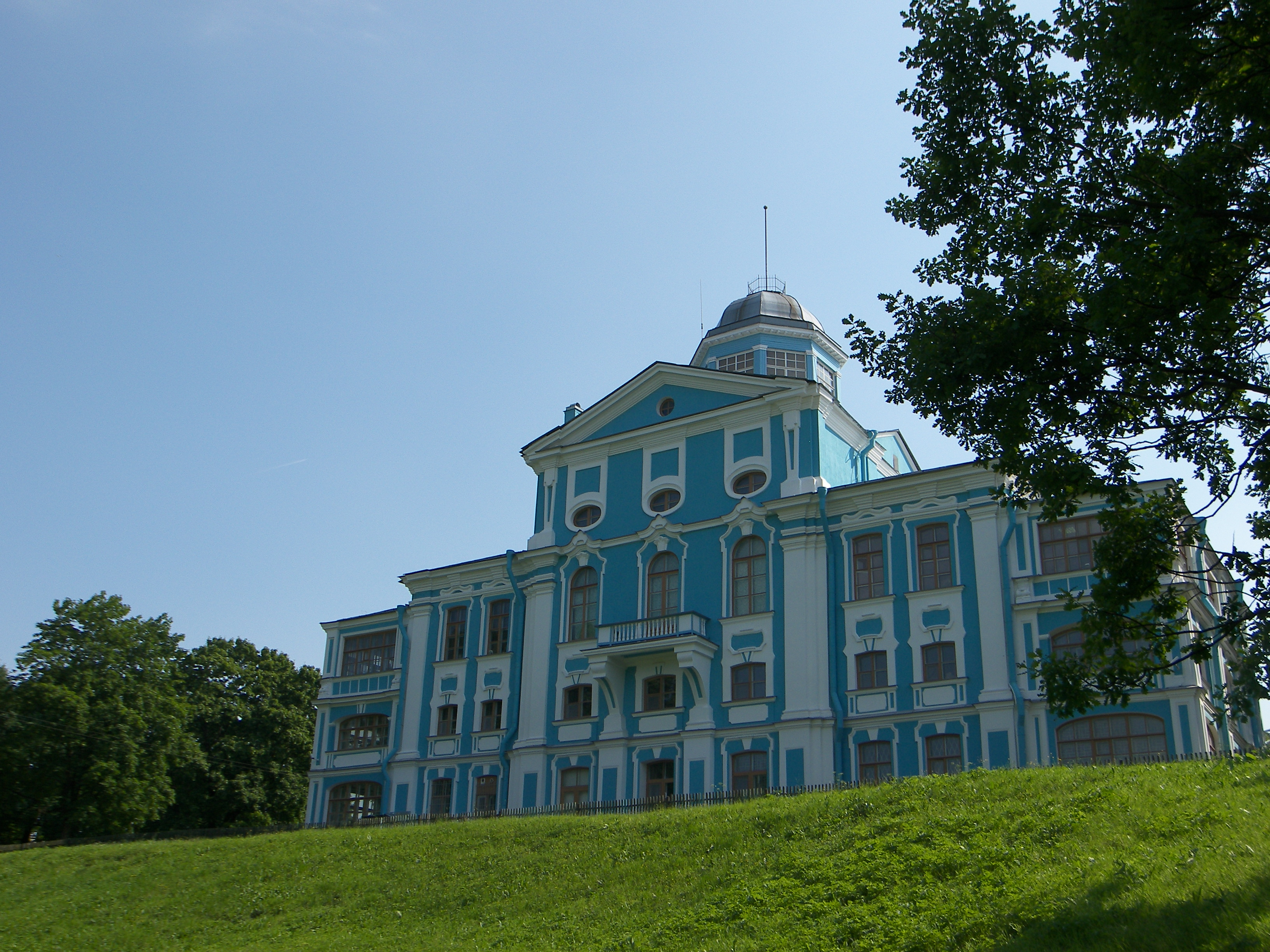
Новознаменка в 2010 году

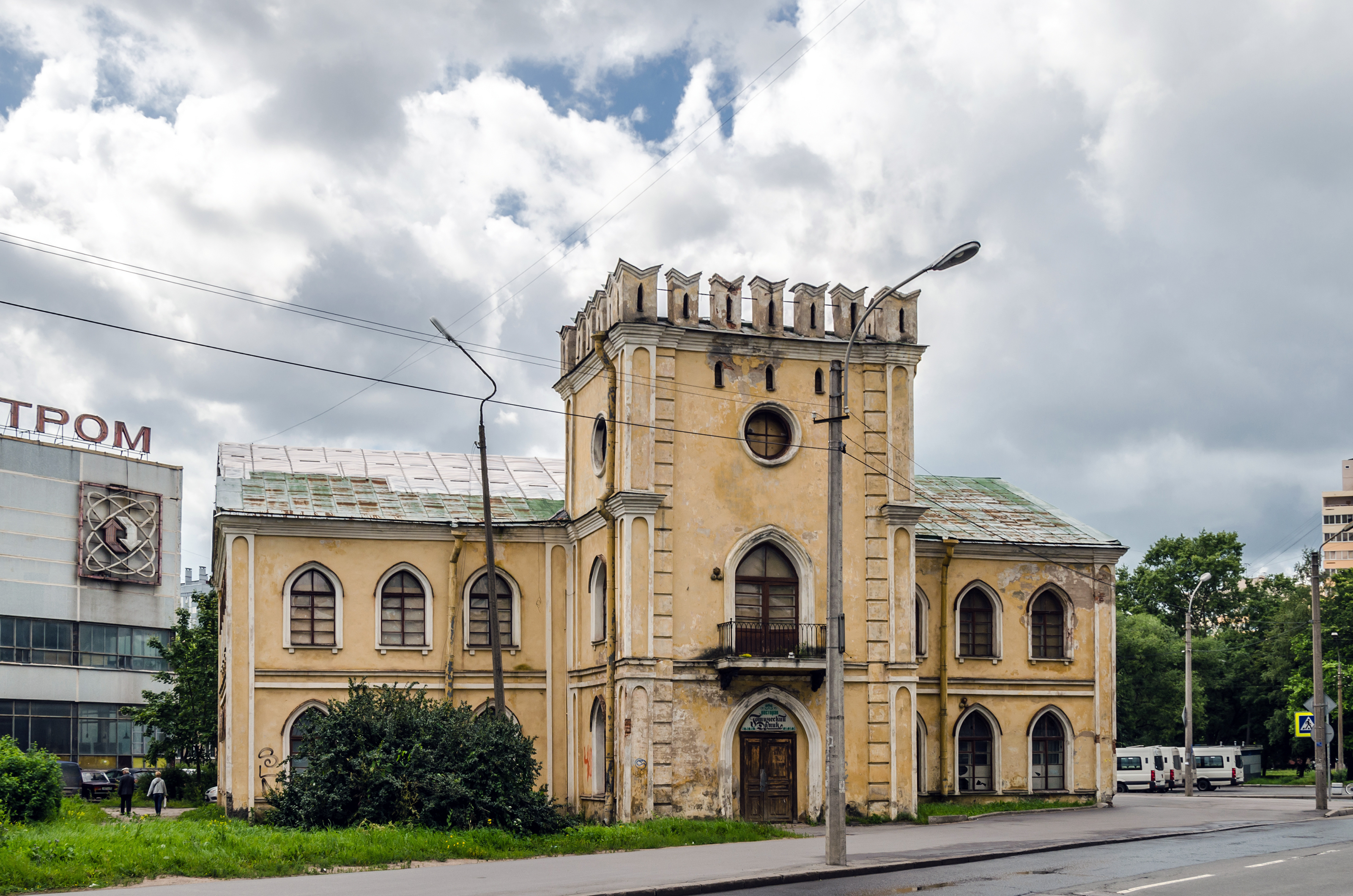
«Готический дом» в 2012 году

- Между одной частью улицы и другой (в месте разрыва) находится бывшая дача A. Г. Демидова;
- корпус Новознаменской больницы-колонии для умалишённых, д. 13[2];
- Дача Миниха;
- Усадьба Новознаменка (Воронцова дача);
- № 13, литера Е — «Готический дом» усадьбы Новознаменка, 1830 г.[3]
- Санкт-Петербургский военный институт войск национальной гвардии.

## Транспорт
- «Проспект Ветеранов»
- Социальные автобусы № 87, 165, 265, 284, 329
- Коммерческие автобусы № 635

## Пересекает
Первая часть:
- улица Генерала Папченко
- Авангардная улица
- улица Партизана Германа
- улица Добровольцев
- река Ивановка
- улица Тамбасова

Вторая часть:
- улица Пограничника Гарькавого
- 2-я Комсомольская улица
- улица Лётчика Пилютова
- улица Пионерстроя